# Liste des évêques d'Alife
Cette liste recense les évêques qui se sont succédé sur le siège du diocèse d'Alife. En 1818, le diocèse d'Alife est supprimé mais restauré en 1820 et uni aeque principaliter au diocèse de Telese ; Pie IX met fin à cette union en 1852. En 1978, Mgr Campagna est nommé évêque des deux diocèses d'Alife et de Caiazzo les unissant in persona episcopi. Ils sont pleinement unis en 1986 et le nouveau diocèse prend le nom de diocèse d'Alife-Caiazzo.

## Évêques d'Alife
- Severo (fin du IVe siècle ou Ve siècle)
- Claro (495-499)
- Paolo (982-985)
- Vito (987-1020)
- Goffredo (XIe siècle)
- Arechi (1059-1061)
- Roberto Ier (1098-1100)
- Roberto II (1126-1142)
- Pietro (1143-1148)
- Baldovino (1179-1180)
- Anonyme (mentionné en 1198)
- Landolfo (XIIIe siècle)
- Anonyme (mentionné en 1215, 1217, 1224, 1225, 1229, 1233)
- Alferio de Alferis (1252-1254), nommé évêque de Viterbe
- Romano 'de Urbe, O.P (1254-1287)
  - Gentile (1291- ?), administrateur apostolique
- Pietro (mentionné en 1305)
- Filippo (mentionné en 1309)
- Nicola (?)
- Tommaso delle Fonti (1346-1348)
- Bertrando (1348- ?)
- Giovanni (1361- ?)
- Andrea
- Guglielmo (vers 1380)
- Giovanni Alferio (1389-1412)
- Angelo Sanfelice (1413-1457)
- Antonio Moretti, O.P (1458-1482)
- Giovanni Bartoli (1482-1486)
- Juan de Zefra (1486-1504)
- Angelo Sacco (1504-1529)
- Bernardino Fumarelli (1529-1532), nommé évêque de Sulmona et Valva
- Michele Torelli (1532-1541), nommé évêque d'Anagni
- Ippolito Marsigli (1541-1546)
- Sebastiano Antonio Pighini (1546-1548), nommé évêque de Ferentino
- Filippo Serragli, O.S.B.Oliv (1548-1555)
- Antonio Agustín (1557-1561), nommé évêque de Lleida
- Diego Gilberto Nogueras (1561-1566)
- Angelo Rossi (1567-1568)
- Giovan Battista Santoro (1568-1586), nommé évêque de Tricarico
- Enrico Cini, O.F.M.Conv (1586-1598)
- Modesto Gavazzi, O.F.M.Conv. † (7 août 1598 - août 1608 décédé)
- Valerio Seta, O.S.M (1608-1625)
- Gerolamo Maria Zambeccari, O.P (1625-1633), nommé évêque de Minervino
- Giovanni Michele Rossi, O.Carm (1633-1638)
- Pietro Paolo Medici (1639-1656)
- Enrico Borghi, O.S.M (1658-1658)
- Sebastiano Dossena, B. (1659-1662)
- Domenico Caracciolo (1664-1675)
- Giuseppe de Lazzara, C.R.M (1676-1702)
- Angelo Maria Porfirio (1703-1730)
- Gaetano Iovone (1730-1733)
- Pietro Abbondio Battiloro (1733-1735)
- Egidio Antonio Isabelli (1735-1752)
- Carlo Rosati (1752-1753)
- Innocenzo Sanseverino (1753-1756)
- Filippo Sanseverino (1757-1770)
- Francesco Ferdinando Sanseverino, C.P.O (1770-1776), nommé archevêque de Palerme et Monreale
- Emilio Gentile (1776-1822)
  - Siège uni aeque principaliter avec le diocèse de Telese (1822-1852)
- Gennaro Di Giacomo (1852-1878)
- Luigi Barbato Pasca di Magliano (1878-1879)
- Girolamo Volpe (1880-1885)
- Antonio Scotti (1886-1898)
- Settimio Caracciolo di Torchiarolo (1898-1911), nommé évêque d'Aversa
- Felice Del Sordo (1911-1928)
- Luigi Noviello (1930-1947)
- Giuseppe Della Cioppa (1947-1953)
- Virginio Dondeo (1953-1961), nommé évêque d'Orvieto
- Raffaele Pellecchia (1961-1967), nommé archevêque coadjuteur de Sorrente
  - Siège vacant (1967-1978)
- Angelo Campagna (1978-1986), nommé évêque d'Alife-Caiazzo

## Évêques d'Alife-Caiazzo
- Angelo Campagna (1986-1990)
- Nicola Comparone (1990-1998)
- Pietro Farina (1999-2009), nommé évêque de Caserte
- Valentino Di Cerbo (2010-2019)
  - Orazio Francesco Piazza évêque de Sessa Aurunca, administrateur apostolique (2019-2021)
- Giacomo Cirulli (it) (depuis 2021)

## Sources
- « Diocese of Alife-Caiazzo »